# 畑地村
畑地村（はたじむら）は、1955年（昭和30年）まで愛媛県北宇和郡にあった村であり、現在の宇和島市の南部の農山村である。1955年（昭和30年）の昭和の大合併で6か町村の合併で津島町に、さらに2005年（平成17年）8月の平成の大合併で津島町は宇和島市となり、現在に至っている。
地名としての「畑地」は小学校や公民館の名として現在に継承されている。

## 地理
現在の宇和島市の南部。岩松川の支流である芳原川（ほわら-）と、さらにその支流である保場川（ほば-）との流域の中山間地。南の内海村との境の観音岳付近に源流を発する芳原川は北流し、岩松町へと流れ込み、やがて岩松川の河口近くで合流する。西の下灘村とは1914年（大正3年）に貫通した嵐坂隧道を通って往来が容易になった。北の岩松町とは平地で接している。

## 社会

### 地域・集落
明治の合併前の村である上畑地、下畑地の2箇村がそのまま大字となり、津島町となってからも続いた。なお、宇和島市となってからは「津島町」を添え、大字は略す。
例　宇和島市津島町上畑地
役場のあった上畑寺が一番大きな集落で、役場のほか、小学校、郵便局などが集まっている。
平地は小規模ながら芳原川下流域やその支流河川に沿って形成されているが他は山間地。

### 行政
役場
大字上畑地に置かれていた。
歴代村長

### 人口・世帯数
1904年（明治37年）　541戸、2842人
1921年（大正10年）　483戸、2697人
1950年（昭和25年）　2936人

### 学校
小学校
畑地小学校　現存
所在地（現在の表記）　〒798-3323　愛媛県宇和島市津島町上畑地甲80番地 https://hataji-e.esnet.ed.jp/
横山小学校　1968年（昭和43年）畑地小学校に統合
中学校
畑地中学校　1968年（昭和43年）にいずれも津島町立の岩松中学校、北灘中学校、畑地中学校、南部中学校の4校が統合し、津島中学校となった。このため、当村域に中学校は存在しない。

## 歴史
藩政期
- 宇和島藩領。

明治以降
- 1889年（明治22年）12月15日 - 町村制・市制施行時に、上畑地、下畑地の2箇村が合併して北宇和郡畑地村となる。
- 1914年（大正3年） - 嵐坂隧道貫通。
- 1923年（大正12年） - 小作騒動。
- 1955年（昭和30年）2月11日 - 岩松町・清満村・御槙村・北灘村・下灘村との1町5村での合併で津島町となり、自治体としての歴史を閉じた。

```
畑地村の系譜
（町村制実施以前の村）　（明治期）　　　　（昭和の合併）　（平成の合併）
　　　　　　　　　　　　町村制施行時
上畑地━━━━┓
　　　　　　　┣━━━━━畑地村━━━┓
下畑地━━━━┛　　　　　　　　　　　┃
　　　　　　　　　　　　　清満村━━━┫昭和30年2月11日
　　　　　　　　　　　　　御槙村━━━┫合併
　　　　　　　　　　　　　岩松町━━━╋━津島町━━━━━┓
　　　　　　　　　　　　　北灘村━━━┫　　　　　　　　　┃合併
　　　　　　　　　　　　　下灘村━━━┛　　　　　　　　　┃平成17年8月1日
　　　　　　　　　　　　　　　　　　　　　　　　　　　　　┣宇和島市（新）
　　　　　　　　　　　　　　　　　　　　　宇和島市━━━━┫
　　　　　　　　　　　　　　　　　　　　　吉田町━━━━━┫
　　　　　　　　　　　　　　　　　　　　　三間町━━━━━┛

（注記）岩松町他の合併以前の系譜はそれぞれの市町村の記事を参照のこと。

```

## 産業
農業
米、栗、しいたけ、薪、木炭、繭などを産する。

## 交通
当村には鉄道は通っていない。

## 民俗
- 闘牛の飼育

## 名所
- 保場川冷泉